# Division II i ishockey 1964-65
Division II i ishockey 1964-65 var turneringen for mandlige ishockeyhold i den næstbedste række i det svenske ligasystem. Turneringen havde deltagelse af 80 hold, der spillede om fire oprykningspladser til Division I, og om at undgå 16 nedrykningspladser til Division III.
Holdene var inddelt i fire regioner, nord, øst, vest og syd, med 20 hold i hver region. I alle fire regioner var holdene inddelt i to puljer med 10 hold, og i hver pulje spillede holdene en dobbeltturnering alle-mod-alle. De otte puljevindere gik videre til oprykningsspillet til Division I, og de 1-3 dårligste hold i hver pulje blev rykket ned i Division III. I oprykningsspillet blev de otte puljevindere blev inddelt i to nye puljer med fire hold i hver, som begge spillede en dobbeltturnering alle-mod-alle. I hver af de to puljer var der to oprykningspladser til Division I på spil.
De fire oprykningspladser blev besat af:
- Hammarby IF, der vandt Division II Øst B, og som endte på førstepladsen i Oprykningsspil Nord.
- Rönnskärs IF, der vandt Division II Nord A, og som endte på andenpladsen i Oprykningsspil Nord.
- Färjestads BK, der vandt Division II Vest B, og som endte på førstepladsen i Oprykningsspil Syd.
- Örebro SK, der vandt Division II Syd A, og som endte på andenpladsen i Oprykningsspil Syd.

## Hold
Division II havde deltagelse af 80 klubber, hvilket var det samme antal som i den foregående sæson. Blandt deltagerne var:
- 4 klubber, der var rykket ned fra Division I: Clemensnäs IF, Gävle Godtemplares IK, IF Karlskoga/Bofors og Östers IF.
- 20 klubber, der var rykket op fra Division III: Bjästa IF, Bångbro IK, Gällivare SK, Heffners/Ortvikens IF, Hemsta IF, IF Uve, IFK Malmö, IFK Mariefred, IFK Stockholm, IFK Strömsund, IFK Trollhättan, Jörns IF, Ockelbo IF, Orsa IK, Sandåkerns SK, Skillingaryds IS, Sågdalens SK, Tingsryds AIF, Vallentuna BK, Västerviks AIS.

Klubberne var inddelt i fire regioner med 20 hold i hver, og i hver region var klubberne inddelt i to puljer med 10 hold i hver pulje.
| Hold i Division II 1964-65 | Hold i Division II 1964-65 | Hold i Division II 1964-65 | Hold i Division II 1964-65 | Boden Clemensnäs Rönnskär Gällivare IFK Kiruna Kiruna AIF Jörn Malmberget Piteå Skellefteå Bjästa Heffners/Ortviken Älgarna Nyland Strömsund Järved Sandåkern Sollefteå Teg Vännäs Falun Gävle Godtemplare Hemsta Warpen Ljusne Ludvika Morgårdshammar Ockelbo Orsa Sandviken Hammarby, IFK Stockholm, Karlberg, Lidingö, Mälarhöjden, Nacka, Skuru, Sundbyberg og Traneberg Vallentuna Almtuna Avesta Bångbro Enköping Fagersta Hallst. Arboga Lindesberg Westmannia Surahammar Forshaga Färjestad GAIS Karlskoga Bofors Uva Munkfors Trollhättan Mariestad Norrby Sågdalen Kenty Remo Mariefred IFK Norrköping IK Sleipner Nyköpings AIK og Nyköpings SK Tranås Västervik Örebro Alvesta Husqvarna Troja Malmö Norraham. Skillingaryd Tingsryd Vättersnäs Växjö Öster |
| Hold                       | By                         | Hold                       | By                         | Boden Clemensnäs Rönnskär Gällivare IFK Kiruna Kiruna AIF Jörn Malmberget Piteå Skellefteå Bjästa Heffners/Ortviken Älgarna Nyland Strömsund Järved Sandåkern Sollefteå Teg Vännäs Falun Gävle Godtemplare Hemsta Warpen Ljusne Ludvika Morgårdshammar Ockelbo Orsa Sandviken Hammarby, IFK Stockholm, Karlberg, Lidingö, Mälarhöjden, Nacka, Skuru, Sundbyberg og Traneberg Vallentuna Almtuna Avesta Bångbro Enköping Fagersta Hallst. Arboga Lindesberg Westmannia Surahammar Forshaga Färjestad GAIS Karlskoga Bofors Uva Munkfors Trollhättan Mariestad Norrby Sågdalen Kenty Remo Mariefred IFK Norrköping IK Sleipner Nyköpings AIK og Nyköpings SK Tranås Västervik Örebro Alvesta Husqvarna Troja Malmö Norraham. Skillingaryd Tingsryd Vättersnäs Växjö Öster |
| Nord                       |                            |                            |                            | Boden Clemensnäs Rönnskär Gällivare IFK Kiruna Kiruna AIF Jörn Malmberget Piteå Skellefteå Bjästa Heffners/Ortviken Älgarna Nyland Strömsund Järved Sandåkern Sollefteå Teg Vännäs Falun Gävle Godtemplare Hemsta Warpen Ljusne Ludvika Morgårdshammar Ockelbo Orsa Sandviken Hammarby, IFK Stockholm, Karlberg, Lidingö, Mälarhöjden, Nacka, Skuru, Sundbyberg og Traneberg Vallentuna Almtuna Avesta Bångbro Enköping Fagersta Hallst. Arboga Lindesberg Westmannia Surahammar Forshaga Färjestad GAIS Karlskoga Bofors Uva Munkfors Trollhättan Mariestad Norrby Sågdalen Kenty Remo Mariefred IFK Norrköping IK Sleipner Nyköpings AIK og Nyköpings SK Tranås Västervik Örebro Alvesta Husqvarna Troja Malmö Norraham. Skillingaryd Tingsryd Vättersnäs Växjö Öster |
| Division II Nord A         | Division II Nord A         | Division II Nord B         | Division II Nord B         | Boden Clemensnäs Rönnskär Gällivare IFK Kiruna Kiruna AIF Jörn Malmberget Piteå Skellefteå Bjästa Heffners/Ortviken Älgarna Nyland Strömsund Järved Sandåkern Sollefteå Teg Vännäs Falun Gävle Godtemplare Hemsta Warpen Ljusne Ludvika Morgårdshammar Ockelbo Orsa Sandviken Hammarby, IFK Stockholm, Karlberg, Lidingö, Mälarhöjden, Nacka, Skuru, Sundbyberg og Traneberg Vallentuna Almtuna Avesta Bångbro Enköping Fagersta Hallst. Arboga Lindesberg Westmannia Surahammar Forshaga Färjestad GAIS Karlskoga Bofors Uva Munkfors Trollhättan Mariestad Norrby Sågdalen Kenty Remo Mariefred IFK Norrköping IK Sleipner Nyköpings AIK og Nyköpings SK Tranås Västervik Örebro Alvesta Husqvarna Troja Malmö Norraham. Skillingaryd Tingsryd Vättersnäs Växjö Öster |
| Bodens BK                  | Boden                      | Bjästa IF                  | Bjästa                     | Boden Clemensnäs Rönnskär Gällivare IFK Kiruna Kiruna AIF Jörn Malmberget Piteå Skellefteå Bjästa Heffners/Ortviken Älgarna Nyland Strömsund Järved Sandåkern Sollefteå Teg Vännäs Falun Gävle Godtemplare Hemsta Warpen Ljusne Ludvika Morgårdshammar Ockelbo Orsa Sandviken Hammarby, IFK Stockholm, Karlberg, Lidingö, Mälarhöjden, Nacka, Skuru, Sundbyberg og Traneberg Vallentuna Almtuna Avesta Bångbro Enköping Fagersta Hallst. Arboga Lindesberg Westmannia Surahammar Forshaga Färjestad GAIS Karlskoga Bofors Uva Munkfors Trollhättan Mariestad Norrby Sågdalen Kenty Remo Mariefred IFK Norrköping IK Sleipner Nyköpings AIK og Nyköpings SK Tranås Västervik Örebro Alvesta Husqvarna Troja Malmö Norraham. Skillingaryd Tingsryd Vättersnäs Växjö Öster |
| Clemensnäs IF              | Ursviken                   | Heffners/Ortvikens IF      | Sundsvall                  | Boden Clemensnäs Rönnskär Gällivare IFK Kiruna Kiruna AIF Jörn Malmberget Piteå Skellefteå Bjästa Heffners/Ortviken Älgarna Nyland Strömsund Järved Sandåkern Sollefteå Teg Vännäs Falun Gävle Godtemplare Hemsta Warpen Ljusne Ludvika Morgårdshammar Ockelbo Orsa Sandviken Hammarby, IFK Stockholm, Karlberg, Lidingö, Mälarhöjden, Nacka, Skuru, Sundbyberg og Traneberg Vallentuna Almtuna Avesta Bångbro Enköping Fagersta Hallst. Arboga Lindesberg Westmannia Surahammar Forshaga Färjestad GAIS Karlskoga Bofors Uva Munkfors Trollhättan Mariestad Norrby Sågdalen Kenty Remo Mariefred IFK Norrköping IK Sleipner Nyköpings AIK og Nyköpings SK Tranås Västervik Örebro Alvesta Husqvarna Troja Malmö Norraham. Skillingaryd Tingsryd Vättersnäs Växjö Öster |
| Gällivare SK               | Gällivare                  | IF Älgarna                 | Harnösand                  | Boden Clemensnäs Rönnskär Gällivare IFK Kiruna Kiruna AIF Jörn Malmberget Piteå Skellefteå Bjästa Heffners/Ortviken Älgarna Nyland Strömsund Järved Sandåkern Sollefteå Teg Vännäs Falun Gävle Godtemplare Hemsta Warpen Ljusne Ludvika Morgårdshammar Ockelbo Orsa Sandviken Hammarby, IFK Stockholm, Karlberg, Lidingö, Mälarhöjden, Nacka, Skuru, Sundbyberg og Traneberg Vallentuna Almtuna Avesta Bångbro Enköping Fagersta Hallst. Arboga Lindesberg Westmannia Surahammar Forshaga Färjestad GAIS Karlskoga Bofors Uva Munkfors Trollhättan Mariestad Norrby Sågdalen Kenty Remo Mariefred IFK Norrköping IK Sleipner Nyköpings AIK og Nyköpings SK Tranås Västervik Örebro Alvesta Husqvarna Troja Malmö Norraham. Skillingaryd Tingsryd Vättersnäs Växjö Öster |
| IFK Kiruna                 | Kiruna                     | IFK Nyland                 | Nyland                     | Boden Clemensnäs Rönnskär Gällivare IFK Kiruna Kiruna AIF Jörn Malmberget Piteå Skellefteå Bjästa Heffners/Ortviken Älgarna Nyland Strömsund Järved Sandåkern Sollefteå Teg Vännäs Falun Gävle Godtemplare Hemsta Warpen Ljusne Ludvika Morgårdshammar Ockelbo Orsa Sandviken Hammarby, IFK Stockholm, Karlberg, Lidingö, Mälarhöjden, Nacka, Skuru, Sundbyberg og Traneberg Vallentuna Almtuna Avesta Bångbro Enköping Fagersta Hallst. Arboga Lindesberg Westmannia Surahammar Forshaga Färjestad GAIS Karlskoga Bofors Uva Munkfors Trollhättan Mariestad Norrby Sågdalen Kenty Remo Mariefred IFK Norrköping IK Sleipner Nyköpings AIK og Nyköpings SK Tranås Västervik Örebro Alvesta Husqvarna Troja Malmö Norraham. Skillingaryd Tingsryd Vättersnäs Växjö Öster |
| Jörns IF                   | Jörn                       | IFK Strömsund              | Strömsund                  | Boden Clemensnäs Rönnskär Gällivare IFK Kiruna Kiruna AIF Jörn Malmberget Piteå Skellefteå Bjästa Heffners/Ortviken Älgarna Nyland Strömsund Järved Sandåkern Sollefteå Teg Vännäs Falun Gävle Godtemplare Hemsta Warpen Ljusne Ludvika Morgårdshammar Ockelbo Orsa Sandviken Hammarby, IFK Stockholm, Karlberg, Lidingö, Mälarhöjden, Nacka, Skuru, Sundbyberg og Traneberg Vallentuna Almtuna Avesta Bångbro Enköping Fagersta Hallst. Arboga Lindesberg Westmannia Surahammar Forshaga Färjestad GAIS Karlskoga Bofors Uva Munkfors Trollhättan Mariestad Norrby Sågdalen Kenty Remo Mariefred IFK Norrköping IK Sleipner Nyköpings AIK og Nyköpings SK Tranås Västervik Örebro Alvesta Husqvarna Troja Malmö Norraham. Skillingaryd Tingsryd Vättersnäs Växjö Öster |
| Kiruna AIF                 | Kiruna                     | Järveds IF                 | Örnsköldsvik               | Boden Clemensnäs Rönnskär Gällivare IFK Kiruna Kiruna AIF Jörn Malmberget Piteå Skellefteå Bjästa Heffners/Ortviken Älgarna Nyland Strömsund Järved Sandåkern Sollefteå Teg Vännäs Falun Gävle Godtemplare Hemsta Warpen Ljusne Ludvika Morgårdshammar Ockelbo Orsa Sandviken Hammarby, IFK Stockholm, Karlberg, Lidingö, Mälarhöjden, Nacka, Skuru, Sundbyberg og Traneberg Vallentuna Almtuna Avesta Bångbro Enköping Fagersta Hallst. Arboga Lindesberg Westmannia Surahammar Forshaga Färjestad GAIS Karlskoga Bofors Uva Munkfors Trollhättan Mariestad Norrby Sågdalen Kenty Remo Mariefred IFK Norrköping IK Sleipner Nyköpings AIK og Nyköpings SK Tranås Västervik Örebro Alvesta Husqvarna Troja Malmö Norraham. Skillingaryd Tingsryd Vättersnäs Växjö Öster |
| Malmbergets IF             | Malmberget                 | Sandåkerns SK              | Umeå                       | Boden Clemensnäs Rönnskär Gällivare IFK Kiruna Kiruna AIF Jörn Malmberget Piteå Skellefteå Bjästa Heffners/Ortviken Älgarna Nyland Strömsund Järved Sandåkern Sollefteå Teg Vännäs Falun Gävle Godtemplare Hemsta Warpen Ljusne Ludvika Morgårdshammar Ockelbo Orsa Sandviken Hammarby, IFK Stockholm, Karlberg, Lidingö, Mälarhöjden, Nacka, Skuru, Sundbyberg og Traneberg Vallentuna Almtuna Avesta Bångbro Enköping Fagersta Hallst. Arboga Lindesberg Westmannia Surahammar Forshaga Färjestad GAIS Karlskoga Bofors Uva Munkfors Trollhättan Mariestad Norrby Sågdalen Kenty Remo Mariefred IFK Norrköping IK Sleipner Nyköpings AIK og Nyköpings SK Tranås Västervik Örebro Alvesta Husqvarna Troja Malmö Norraham. Skillingaryd Tingsryd Vättersnäs Växjö Öster |
| Piteå IF                   | Piteå                      | Sollefteå IK               | Sollefteå                  | Boden Clemensnäs Rönnskär Gällivare IFK Kiruna Kiruna AIF Jörn Malmberget Piteå Skellefteå Bjästa Heffners/Ortviken Älgarna Nyland Strömsund Järved Sandåkern Sollefteå Teg Vännäs Falun Gävle Godtemplare Hemsta Warpen Ljusne Ludvika Morgårdshammar Ockelbo Orsa Sandviken Hammarby, IFK Stockholm, Karlberg, Lidingö, Mälarhöjden, Nacka, Skuru, Sundbyberg og Traneberg Vallentuna Almtuna Avesta Bångbro Enköping Fagersta Hallst. Arboga Lindesberg Westmannia Surahammar Forshaga Färjestad GAIS Karlskoga Bofors Uva Munkfors Trollhättan Mariestad Norrby Sågdalen Kenty Remo Mariefred IFK Norrköping IK Sleipner Nyköpings AIK og Nyköpings SK Tranås Västervik Örebro Alvesta Husqvarna Troja Malmö Norraham. Skillingaryd Tingsryd Vättersnäs Växjö Öster |
| Rönnskärs IF               | Skelleftehamn              | Tegs SK                    | Umeå                       | Boden Clemensnäs Rönnskär Gällivare IFK Kiruna Kiruna AIF Jörn Malmberget Piteå Skellefteå Bjästa Heffners/Ortviken Älgarna Nyland Strömsund Järved Sandåkern Sollefteå Teg Vännäs Falun Gävle Godtemplare Hemsta Warpen Ljusne Ludvika Morgårdshammar Ockelbo Orsa Sandviken Hammarby, IFK Stockholm, Karlberg, Lidingö, Mälarhöjden, Nacka, Skuru, Sundbyberg og Traneberg Vallentuna Almtuna Avesta Bångbro Enköping Fagersta Hallst. Arboga Lindesberg Westmannia Surahammar Forshaga Färjestad GAIS Karlskoga Bofors Uva Munkfors Trollhättan Mariestad Norrby Sågdalen Kenty Remo Mariefred IFK Norrköping IK Sleipner Nyköpings AIK og Nyköpings SK Tranås Västervik Örebro Alvesta Husqvarna Troja Malmö Norraham. Skillingaryd Tingsryd Vättersnäs Växjö Öster |
| Skellefteå IF              | Skellefteå                 | Vännäs AIK                 | Vännäs                     | Boden Clemensnäs Rönnskär Gällivare IFK Kiruna Kiruna AIF Jörn Malmberget Piteå Skellefteå Bjästa Heffners/Ortviken Älgarna Nyland Strömsund Järved Sandåkern Sollefteå Teg Vännäs Falun Gävle Godtemplare Hemsta Warpen Ljusne Ludvika Morgårdshammar Ockelbo Orsa Sandviken Hammarby, IFK Stockholm, Karlberg, Lidingö, Mälarhöjden, Nacka, Skuru, Sundbyberg og Traneberg Vallentuna Almtuna Avesta Bångbro Enköping Fagersta Hallst. Arboga Lindesberg Westmannia Surahammar Forshaga Färjestad GAIS Karlskoga Bofors Uva Munkfors Trollhättan Mariestad Norrby Sågdalen Kenty Remo Mariefred IFK Norrköping IK Sleipner Nyköpings AIK og Nyköpings SK Tranås Västervik Örebro Alvesta Husqvarna Troja Malmö Norraham. Skillingaryd Tingsryd Vättersnäs Växjö Öster |
| Øst                        |                            |                            |                            | Boden Clemensnäs Rönnskär Gällivare IFK Kiruna Kiruna AIF Jörn Malmberget Piteå Skellefteå Bjästa Heffners/Ortviken Älgarna Nyland Strömsund Järved Sandåkern Sollefteå Teg Vännäs Falun Gävle Godtemplare Hemsta Warpen Ljusne Ludvika Morgårdshammar Ockelbo Orsa Sandviken Hammarby, IFK Stockholm, Karlberg, Lidingö, Mälarhöjden, Nacka, Skuru, Sundbyberg og Traneberg Vallentuna Almtuna Avesta Bångbro Enköping Fagersta Hallst. Arboga Lindesberg Westmannia Surahammar Forshaga Färjestad GAIS Karlskoga Bofors Uva Munkfors Trollhättan Mariestad Norrby Sågdalen Kenty Remo Mariefred IFK Norrköping IK Sleipner Nyköpings AIK og Nyköpings SK Tranås Västervik Örebro Alvesta Husqvarna Troja Malmö Norraham. Skillingaryd Tingsryd Vättersnäs Växjö Öster |
| Division II Øst A          | Division II Øst A          | Division II Øst B          | Division II Øst B          | Boden Clemensnäs Rönnskär Gällivare IFK Kiruna Kiruna AIF Jörn Malmberget Piteå Skellefteå Bjästa Heffners/Ortviken Älgarna Nyland Strömsund Järved Sandåkern Sollefteå Teg Vännäs Falun Gävle Godtemplare Hemsta Warpen Ljusne Ludvika Morgårdshammar Ockelbo Orsa Sandviken Hammarby, IFK Stockholm, Karlberg, Lidingö, Mälarhöjden, Nacka, Skuru, Sundbyberg og Traneberg Vallentuna Almtuna Avesta Bångbro Enköping Fagersta Hallst. Arboga Lindesberg Westmannia Surahammar Forshaga Färjestad GAIS Karlskoga Bofors Uva Munkfors Trollhättan Mariestad Norrby Sågdalen Kenty Remo Mariefred IFK Norrköping IK Sleipner Nyköpings AIK og Nyköpings SK Tranås Västervik Örebro Alvesta Husqvarna Troja Malmö Norraham. Skillingaryd Tingsryd Vättersnäs Växjö Öster |
| Falu BS                    | Falun                      | Hammarby IF                | Stockholm                  | Boden Clemensnäs Rönnskär Gällivare IFK Kiruna Kiruna AIF Jörn Malmberget Piteå Skellefteå Bjästa Heffners/Ortviken Älgarna Nyland Strömsund Järved Sandåkern Sollefteå Teg Vännäs Falun Gävle Godtemplare Hemsta Warpen Ljusne Ludvika Morgårdshammar Ockelbo Orsa Sandviken Hammarby, IFK Stockholm, Karlberg, Lidingö, Mälarhöjden, Nacka, Skuru, Sundbyberg og Traneberg Vallentuna Almtuna Avesta Bångbro Enköping Fagersta Hallst. Arboga Lindesberg Westmannia Surahammar Forshaga Färjestad GAIS Karlskoga Bofors Uva Munkfors Trollhättan Mariestad Norrby Sågdalen Kenty Remo Mariefred IFK Norrköping IK Sleipner Nyköpings AIK og Nyköpings SK Tranås Västervik Örebro Alvesta Husqvarna Troja Malmö Norraham. Skillingaryd Tingsryd Vättersnäs Växjö Öster |
| Gävle Godtemplares IK      | Gävle                      | IFK Lidingö                | Stockholm                  | Boden Clemensnäs Rönnskär Gällivare IFK Kiruna Kiruna AIF Jörn Malmberget Piteå Skellefteå Bjästa Heffners/Ortviken Älgarna Nyland Strömsund Järved Sandåkern Sollefteå Teg Vännäs Falun Gävle Godtemplare Hemsta Warpen Ljusne Ludvika Morgårdshammar Ockelbo Orsa Sandviken Hammarby, IFK Stockholm, Karlberg, Lidingö, Mälarhöjden, Nacka, Skuru, Sundbyberg og Traneberg Vallentuna Almtuna Avesta Bångbro Enköping Fagersta Hallst. Arboga Lindesberg Westmannia Surahammar Forshaga Färjestad GAIS Karlskoga Bofors Uva Munkfors Trollhättan Mariestad Norrby Sågdalen Kenty Remo Mariefred IFK Norrköping IK Sleipner Nyköpings AIK og Nyköpings SK Tranås Västervik Örebro Alvesta Husqvarna Troja Malmö Norraham. Skillingaryd Tingsryd Vättersnäs Växjö Öster |
| Hemsta IF                  | Gävle                      | IFK Stockholm              | Stockholm                  | Boden Clemensnäs Rönnskär Gällivare IFK Kiruna Kiruna AIF Jörn Malmberget Piteå Skellefteå Bjästa Heffners/Ortviken Älgarna Nyland Strömsund Järved Sandåkern Sollefteå Teg Vännäs Falun Gävle Godtemplare Hemsta Warpen Ljusne Ludvika Morgårdshammar Ockelbo Orsa Sandviken Hammarby, IFK Stockholm, Karlberg, Lidingö, Mälarhöjden, Nacka, Skuru, Sundbyberg og Traneberg Vallentuna Almtuna Avesta Bångbro Enköping Fagersta Hallst. Arboga Lindesberg Westmannia Surahammar Forshaga Färjestad GAIS Karlskoga Bofors Uva Munkfors Trollhättan Mariestad Norrby Sågdalen Kenty Remo Mariefred IFK Norrköping IK Sleipner Nyköpings AIK og Nyköpings SK Tranås Västervik Örebro Alvesta Husqvarna Troja Malmö Norraham. Skillingaryd Tingsryd Vättersnäs Växjö Öster |
| IK Warpen                  | Bollnäs                    | Karlbergs BK               | Stockholm                  | Boden Clemensnäs Rönnskär Gällivare IFK Kiruna Kiruna AIF Jörn Malmberget Piteå Skellefteå Bjästa Heffners/Ortviken Älgarna Nyland Strömsund Järved Sandåkern Sollefteå Teg Vännäs Falun Gävle Godtemplare Hemsta Warpen Ljusne Ludvika Morgårdshammar Ockelbo Orsa Sandviken Hammarby, IFK Stockholm, Karlberg, Lidingö, Mälarhöjden, Nacka, Skuru, Sundbyberg og Traneberg Vallentuna Almtuna Avesta Bångbro Enköping Fagersta Hallst. Arboga Lindesberg Westmannia Surahammar Forshaga Färjestad GAIS Karlskoga Bofors Uva Munkfors Trollhättan Mariestad Norrby Sågdalen Kenty Remo Mariefred IFK Norrköping IK Sleipner Nyköpings AIK og Nyköpings SK Tranås Västervik Örebro Alvesta Husqvarna Troja Malmö Norraham. Skillingaryd Tingsryd Vättersnäs Växjö Öster |
| Ljusne AIK                 | Ljusne                     | Mälarhöjdens IK            | Stockholm                  | Boden Clemensnäs Rönnskär Gällivare IFK Kiruna Kiruna AIF Jörn Malmberget Piteå Skellefteå Bjästa Heffners/Ortviken Älgarna Nyland Strömsund Järved Sandåkern Sollefteå Teg Vännäs Falun Gävle Godtemplare Hemsta Warpen Ljusne Ludvika Morgårdshammar Ockelbo Orsa Sandviken Hammarby, IFK Stockholm, Karlberg, Lidingö, Mälarhöjden, Nacka, Skuru, Sundbyberg og Traneberg Vallentuna Almtuna Avesta Bångbro Enköping Fagersta Hallst. Arboga Lindesberg Westmannia Surahammar Forshaga Färjestad GAIS Karlskoga Bofors Uva Munkfors Trollhättan Mariestad Norrby Sågdalen Kenty Remo Mariefred IFK Norrköping IK Sleipner Nyköpings AIK og Nyköpings SK Tranås Västervik Örebro Alvesta Husqvarna Troja Malmö Norraham. Skillingaryd Tingsryd Vättersnäs Växjö Öster |
| Ludvika FFI                | Ludvika                    | Nacka SK                   | Stockholm                  | Boden Clemensnäs Rönnskär Gällivare IFK Kiruna Kiruna AIF Jörn Malmberget Piteå Skellefteå Bjästa Heffners/Ortviken Älgarna Nyland Strömsund Järved Sandåkern Sollefteå Teg Vännäs Falun Gävle Godtemplare Hemsta Warpen Ljusne Ludvika Morgårdshammar Ockelbo Orsa Sandviken Hammarby, IFK Stockholm, Karlberg, Lidingö, Mälarhöjden, Nacka, Skuru, Sundbyberg og Traneberg Vallentuna Almtuna Avesta Bångbro Enköping Fagersta Hallst. Arboga Lindesberg Westmannia Surahammar Forshaga Färjestad GAIS Karlskoga Bofors Uva Munkfors Trollhättan Mariestad Norrby Sågdalen Kenty Remo Mariefred IFK Norrköping IK Sleipner Nyköpings AIK og Nyköpings SK Tranås Västervik Örebro Alvesta Husqvarna Troja Malmö Norraham. Skillingaryd Tingsryd Vättersnäs Växjö Öster |
| Morgårdshammars IF         | Smedjebacken               | Skuru IK                   | Stockholm                  | Boden Clemensnäs Rönnskär Gällivare IFK Kiruna Kiruna AIF Jörn Malmberget Piteå Skellefteå Bjästa Heffners/Ortviken Älgarna Nyland Strömsund Järved Sandåkern Sollefteå Teg Vännäs Falun Gävle Godtemplare Hemsta Warpen Ljusne Ludvika Morgårdshammar Ockelbo Orsa Sandviken Hammarby, IFK Stockholm, Karlberg, Lidingö, Mälarhöjden, Nacka, Skuru, Sundbyberg og Traneberg Vallentuna Almtuna Avesta Bångbro Enköping Fagersta Hallst. Arboga Lindesberg Westmannia Surahammar Forshaga Färjestad GAIS Karlskoga Bofors Uva Munkfors Trollhättan Mariestad Norrby Sågdalen Kenty Remo Mariefred IFK Norrköping IK Sleipner Nyköpings AIK og Nyköpings SK Tranås Västervik Örebro Alvesta Husqvarna Troja Malmö Norraham. Skillingaryd Tingsryd Vättersnäs Växjö Öster |
| Ockelbo IF                 | Ockelbo                    | Sundbybergs IK             | Stockholm                  | Boden Clemensnäs Rönnskär Gällivare IFK Kiruna Kiruna AIF Jörn Malmberget Piteå Skellefteå Bjästa Heffners/Ortviken Älgarna Nyland Strömsund Järved Sandåkern Sollefteå Teg Vännäs Falun Gävle Godtemplare Hemsta Warpen Ljusne Ludvika Morgårdshammar Ockelbo Orsa Sandviken Hammarby, IFK Stockholm, Karlberg, Lidingö, Mälarhöjden, Nacka, Skuru, Sundbyberg og Traneberg Vallentuna Almtuna Avesta Bångbro Enköping Fagersta Hallst. Arboga Lindesberg Westmannia Surahammar Forshaga Färjestad GAIS Karlskoga Bofors Uva Munkfors Trollhättan Mariestad Norrby Sågdalen Kenty Remo Mariefred IFK Norrköping IK Sleipner Nyköpings AIK og Nyköpings SK Tranås Västervik Örebro Alvesta Husqvarna Troja Malmö Norraham. Skillingaryd Tingsryd Vättersnäs Växjö Öster |
| Orsa IK                    | Orsa                       | Tranebergs IF              | Stockholm                  | Boden Clemensnäs Rönnskär Gällivare IFK Kiruna Kiruna AIF Jörn Malmberget Piteå Skellefteå Bjästa Heffners/Ortviken Älgarna Nyland Strömsund Järved Sandåkern Sollefteå Teg Vännäs Falun Gävle Godtemplare Hemsta Warpen Ljusne Ludvika Morgårdshammar Ockelbo Orsa Sandviken Hammarby, IFK Stockholm, Karlberg, Lidingö, Mälarhöjden, Nacka, Skuru, Sundbyberg og Traneberg Vallentuna Almtuna Avesta Bångbro Enköping Fagersta Hallst. Arboga Lindesberg Westmannia Surahammar Forshaga Färjestad GAIS Karlskoga Bofors Uva Munkfors Trollhättan Mariestad Norrby Sågdalen Kenty Remo Mariefred IFK Norrköping IK Sleipner Nyköpings AIK og Nyköpings SK Tranås Västervik Örebro Alvesta Husqvarna Troja Malmö Norraham. Skillingaryd Tingsryd Vättersnäs Växjö Öster |
| Sandvikens IF              | Sandviken                  | Vallentuna BK              | Vallentuna                 | Boden Clemensnäs Rönnskär Gällivare IFK Kiruna Kiruna AIF Jörn Malmberget Piteå Skellefteå Bjästa Heffners/Ortviken Älgarna Nyland Strömsund Järved Sandåkern Sollefteå Teg Vännäs Falun Gävle Godtemplare Hemsta Warpen Ljusne Ludvika Morgårdshammar Ockelbo Orsa Sandviken Hammarby, IFK Stockholm, Karlberg, Lidingö, Mälarhöjden, Nacka, Skuru, Sundbyberg og Traneberg Vallentuna Almtuna Avesta Bångbro Enköping Fagersta Hallst. Arboga Lindesberg Westmannia Surahammar Forshaga Färjestad GAIS Karlskoga Bofors Uva Munkfors Trollhättan Mariestad Norrby Sågdalen Kenty Remo Mariefred IFK Norrköping IK Sleipner Nyköpings AIK og Nyköpings SK Tranås Västervik Örebro Alvesta Husqvarna Troja Malmö Norraham. Skillingaryd Tingsryd Vättersnäs Växjö Öster |
| Vest                       |                            |                            |                            | Boden Clemensnäs Rönnskär Gällivare IFK Kiruna Kiruna AIF Jörn Malmberget Piteå Skellefteå Bjästa Heffners/Ortviken Älgarna Nyland Strömsund Järved Sandåkern Sollefteå Teg Vännäs Falun Gävle Godtemplare Hemsta Warpen Ljusne Ludvika Morgårdshammar Ockelbo Orsa Sandviken Hammarby, IFK Stockholm, Karlberg, Lidingö, Mälarhöjden, Nacka, Skuru, Sundbyberg og Traneberg Vallentuna Almtuna Avesta Bångbro Enköping Fagersta Hallst. Arboga Lindesberg Westmannia Surahammar Forshaga Färjestad GAIS Karlskoga Bofors Uva Munkfors Trollhättan Mariestad Norrby Sågdalen Kenty Remo Mariefred IFK Norrköping IK Sleipner Nyköpings AIK og Nyköpings SK Tranås Västervik Örebro Alvesta Husqvarna Troja Malmö Norraham. Skillingaryd Tingsryd Vättersnäs Växjö Öster |
| Division II Vest A         | Division II Vest A         | Division II Vest B         | Division II Vest B         | Boden Clemensnäs Rönnskär Gällivare IFK Kiruna Kiruna AIF Jörn Malmberget Piteå Skellefteå Bjästa Heffners/Ortviken Älgarna Nyland Strömsund Järved Sandåkern Sollefteå Teg Vännäs Falun Gävle Godtemplare Hemsta Warpen Ljusne Ludvika Morgårdshammar Ockelbo Orsa Sandviken Hammarby, IFK Stockholm, Karlberg, Lidingö, Mälarhöjden, Nacka, Skuru, Sundbyberg og Traneberg Vallentuna Almtuna Avesta Bångbro Enköping Fagersta Hallst. Arboga Lindesberg Westmannia Surahammar Forshaga Färjestad GAIS Karlskoga Bofors Uva Munkfors Trollhättan Mariestad Norrby Sågdalen Kenty Remo Mariefred IFK Norrköping IK Sleipner Nyköpings AIK og Nyköpings SK Tranås Västervik Örebro Alvesta Husqvarna Troja Malmö Norraham. Skillingaryd Tingsryd Vättersnäs Växjö Öster |
| Almtuna IS                 | Uppsala                    | Forshaga IF                | Forshaga                   | Boden Clemensnäs Rönnskär Gällivare IFK Kiruna Kiruna AIF Jörn Malmberget Piteå Skellefteå Bjästa Heffners/Ortviken Älgarna Nyland Strömsund Järved Sandåkern Sollefteå Teg Vännäs Falun Gävle Godtemplare Hemsta Warpen Ljusne Ludvika Morgårdshammar Ockelbo Orsa Sandviken Hammarby, IFK Stockholm, Karlberg, Lidingö, Mälarhöjden, Nacka, Skuru, Sundbyberg og Traneberg Vallentuna Almtuna Avesta Bångbro Enköping Fagersta Hallst. Arboga Lindesberg Westmannia Surahammar Forshaga Färjestad GAIS Karlskoga Bofors Uva Munkfors Trollhättan Mariestad Norrby Sågdalen Kenty Remo Mariefred IFK Norrköping IK Sleipner Nyköpings AIK og Nyköpings SK Tranås Västervik Örebro Alvesta Husqvarna Troja Malmö Norraham. Skillingaryd Tingsryd Vättersnäs Växjö Öster |
| Avesta BK                  | Avesta                     | Färjestads BK              | Karlstad                   | Boden Clemensnäs Rönnskär Gällivare IFK Kiruna Kiruna AIF Jörn Malmberget Piteå Skellefteå Bjästa Heffners/Ortviken Älgarna Nyland Strömsund Järved Sandåkern Sollefteå Teg Vännäs Falun Gävle Godtemplare Hemsta Warpen Ljusne Ludvika Morgårdshammar Ockelbo Orsa Sandviken Hammarby, IFK Stockholm, Karlberg, Lidingö, Mälarhöjden, Nacka, Skuru, Sundbyberg og Traneberg Vallentuna Almtuna Avesta Bångbro Enköping Fagersta Hallst. Arboga Lindesberg Westmannia Surahammar Forshaga Färjestad GAIS Karlskoga Bofors Uva Munkfors Trollhättan Mariestad Norrby Sågdalen Kenty Remo Mariefred IFK Norrköping IK Sleipner Nyköpings AIK og Nyköpings SK Tranås Västervik Örebro Alvesta Husqvarna Troja Malmö Norraham. Skillingaryd Tingsryd Vättersnäs Växjö Öster |
| Bångbro IK                 | Kopparberg                 | GAIS                       | Göteborg                   | Boden Clemensnäs Rönnskär Gällivare IFK Kiruna Kiruna AIF Jörn Malmberget Piteå Skellefteå Bjästa Heffners/Ortviken Älgarna Nyland Strömsund Järved Sandåkern Sollefteå Teg Vännäs Falun Gävle Godtemplare Hemsta Warpen Ljusne Ludvika Morgårdshammar Ockelbo Orsa Sandviken Hammarby, IFK Stockholm, Karlberg, Lidingö, Mälarhöjden, Nacka, Skuru, Sundbyberg og Traneberg Vallentuna Almtuna Avesta Bångbro Enköping Fagersta Hallst. Arboga Lindesberg Westmannia Surahammar Forshaga Färjestad GAIS Karlskoga Bofors Uva Munkfors Trollhättan Mariestad Norrby Sågdalen Kenty Remo Mariefred IFK Norrköping IK Sleipner Nyköpings AIK og Nyköpings SK Tranås Västervik Örebro Alvesta Husqvarna Troja Malmö Norraham. Skillingaryd Tingsryd Vättersnäs Växjö Öster |
| Enköpings SK               | Enköping                   | IF Karlskoga/Bofors        | Karlskoga                  | Boden Clemensnäs Rönnskär Gällivare IFK Kiruna Kiruna AIF Jörn Malmberget Piteå Skellefteå Bjästa Heffners/Ortviken Älgarna Nyland Strömsund Järved Sandåkern Sollefteå Teg Vännäs Falun Gävle Godtemplare Hemsta Warpen Ljusne Ludvika Morgårdshammar Ockelbo Orsa Sandviken Hammarby, IFK Stockholm, Karlberg, Lidingö, Mälarhöjden, Nacka, Skuru, Sundbyberg og Traneberg Vallentuna Almtuna Avesta Bångbro Enköping Fagersta Hallst. Arboga Lindesberg Westmannia Surahammar Forshaga Färjestad GAIS Karlskoga Bofors Uva Munkfors Trollhättan Mariestad Norrby Sågdalen Kenty Remo Mariefred IFK Norrköping IK Sleipner Nyköpings AIK og Nyköpings SK Tranås Västervik Örebro Alvesta Husqvarna Troja Malmö Norraham. Skillingaryd Tingsryd Vättersnäs Växjö Öster |
| Fagersta AIK               | Fagersta                   | IF Uve                     | Uddeholm                   | Boden Clemensnäs Rönnskär Gällivare IFK Kiruna Kiruna AIF Jörn Malmberget Piteå Skellefteå Bjästa Heffners/Ortviken Älgarna Nyland Strömsund Järved Sandåkern Sollefteå Teg Vännäs Falun Gävle Godtemplare Hemsta Warpen Ljusne Ludvika Morgårdshammar Ockelbo Orsa Sandviken Hammarby, IFK Stockholm, Karlberg, Lidingö, Mälarhöjden, Nacka, Skuru, Sundbyberg og Traneberg Vallentuna Almtuna Avesta Bångbro Enköping Fagersta Hallst. Arboga Lindesberg Westmannia Surahammar Forshaga Färjestad GAIS Karlskoga Bofors Uva Munkfors Trollhättan Mariestad Norrby Sågdalen Kenty Remo Mariefred IFK Norrköping IK Sleipner Nyköpings AIK og Nyköpings SK Tranås Västervik Örebro Alvesta Husqvarna Troja Malmö Norraham. Skillingaryd Tingsryd Vättersnäs Växjö Öster |
| Hallstahammars SK          | Hallstahammar              | IFK Munkfors               | Munkfors                   | Boden Clemensnäs Rönnskär Gällivare IFK Kiruna Kiruna AIF Jörn Malmberget Piteå Skellefteå Bjästa Heffners/Ortviken Älgarna Nyland Strömsund Järved Sandåkern Sollefteå Teg Vännäs Falun Gävle Godtemplare Hemsta Warpen Ljusne Ludvika Morgårdshammar Ockelbo Orsa Sandviken Hammarby, IFK Stockholm, Karlberg, Lidingö, Mälarhöjden, Nacka, Skuru, Sundbyberg og Traneberg Vallentuna Almtuna Avesta Bångbro Enköping Fagersta Hallst. Arboga Lindesberg Westmannia Surahammar Forshaga Färjestad GAIS Karlskoga Bofors Uva Munkfors Trollhättan Mariestad Norrby Sågdalen Kenty Remo Mariefred IFK Norrköping IK Sleipner Nyköpings AIK og Nyköpings SK Tranås Västervik Örebro Alvesta Husqvarna Troja Malmö Norraham. Skillingaryd Tingsryd Vättersnäs Växjö Öster |
| IFK Arboga                 | Arboga                     | IFK Trollhättan            | Trollhättan                | Boden Clemensnäs Rönnskär Gällivare IFK Kiruna Kiruna AIF Jörn Malmberget Piteå Skellefteå Bjästa Heffners/Ortviken Älgarna Nyland Strömsund Järved Sandåkern Sollefteå Teg Vännäs Falun Gävle Godtemplare Hemsta Warpen Ljusne Ludvika Morgårdshammar Ockelbo Orsa Sandviken Hammarby, IFK Stockholm, Karlberg, Lidingö, Mälarhöjden, Nacka, Skuru, Sundbyberg og Traneberg Vallentuna Almtuna Avesta Bångbro Enköping Fagersta Hallst. Arboga Lindesberg Westmannia Surahammar Forshaga Färjestad GAIS Karlskoga Bofors Uva Munkfors Trollhättan Mariestad Norrby Sågdalen Kenty Remo Mariefred IFK Norrköping IK Sleipner Nyköpings AIK og Nyköpings SK Tranås Västervik Örebro Alvesta Husqvarna Troja Malmö Norraham. Skillingaryd Tingsryd Vättersnäs Växjö Öster |
| IFK Lindesberg             | Lindesberg                 | Mariestads CK              | Mariestad                  | Boden Clemensnäs Rönnskär Gällivare IFK Kiruna Kiruna AIF Jörn Malmberget Piteå Skellefteå Bjästa Heffners/Ortviken Älgarna Nyland Strömsund Järved Sandåkern Sollefteå Teg Vännäs Falun Gävle Godtemplare Hemsta Warpen Ljusne Ludvika Morgårdshammar Ockelbo Orsa Sandviken Hammarby, IFK Stockholm, Karlberg, Lidingö, Mälarhöjden, Nacka, Skuru, Sundbyberg og Traneberg Vallentuna Almtuna Avesta Bångbro Enköping Fagersta Hallst. Arboga Lindesberg Westmannia Surahammar Forshaga Färjestad GAIS Karlskoga Bofors Uva Munkfors Trollhättan Mariestad Norrby Sågdalen Kenty Remo Mariefred IFK Norrköping IK Sleipner Nyköpings AIK og Nyköpings SK Tranås Västervik Örebro Alvesta Husqvarna Troja Malmö Norraham. Skillingaryd Tingsryd Vättersnäs Växjö Öster |
| IK Westmannia              | Köping                     | Norrby IF                  | Borås                      | Boden Clemensnäs Rönnskär Gällivare IFK Kiruna Kiruna AIF Jörn Malmberget Piteå Skellefteå Bjästa Heffners/Ortviken Älgarna Nyland Strömsund Järved Sandåkern Sollefteå Teg Vännäs Falun Gävle Godtemplare Hemsta Warpen Ljusne Ludvika Morgårdshammar Ockelbo Orsa Sandviken Hammarby, IFK Stockholm, Karlberg, Lidingö, Mälarhöjden, Nacka, Skuru, Sundbyberg og Traneberg Vallentuna Almtuna Avesta Bångbro Enköping Fagersta Hallst. Arboga Lindesberg Westmannia Surahammar Forshaga Färjestad GAIS Karlskoga Bofors Uva Munkfors Trollhättan Mariestad Norrby Sågdalen Kenty Remo Mariefred IFK Norrköping IK Sleipner Nyköpings AIK og Nyköpings SK Tranås Västervik Örebro Alvesta Husqvarna Troja Malmö Norraham. Skillingaryd Tingsryd Vättersnäs Växjö Öster |
| Surahammars IF             | Surahammar                 | Sågdalens SK               | Göteborg                   | Boden Clemensnäs Rönnskär Gällivare IFK Kiruna Kiruna AIF Jörn Malmberget Piteå Skellefteå Bjästa Heffners/Ortviken Älgarna Nyland Strömsund Järved Sandåkern Sollefteå Teg Vännäs Falun Gävle Godtemplare Hemsta Warpen Ljusne Ludvika Morgårdshammar Ockelbo Orsa Sandviken Hammarby, IFK Stockholm, Karlberg, Lidingö, Mälarhöjden, Nacka, Skuru, Sundbyberg og Traneberg Vallentuna Almtuna Avesta Bångbro Enköping Fagersta Hallst. Arboga Lindesberg Westmannia Surahammar Forshaga Färjestad GAIS Karlskoga Bofors Uva Munkfors Trollhättan Mariestad Norrby Sågdalen Kenty Remo Mariefred IFK Norrköping IK Sleipner Nyköpings AIK og Nyköpings SK Tranås Västervik Örebro Alvesta Husqvarna Troja Malmö Norraham. Skillingaryd Tingsryd Vättersnäs Växjö Öster |
| Syd                        |                            |                            |                            | Boden Clemensnäs Rönnskär Gällivare IFK Kiruna Kiruna AIF Jörn Malmberget Piteå Skellefteå Bjästa Heffners/Ortviken Älgarna Nyland Strömsund Järved Sandåkern Sollefteå Teg Vännäs Falun Gävle Godtemplare Hemsta Warpen Ljusne Ludvika Morgårdshammar Ockelbo Orsa Sandviken Hammarby, IFK Stockholm, Karlberg, Lidingö, Mälarhöjden, Nacka, Skuru, Sundbyberg og Traneberg Vallentuna Almtuna Avesta Bångbro Enköping Fagersta Hallst. Arboga Lindesberg Westmannia Surahammar Forshaga Färjestad GAIS Karlskoga Bofors Uva Munkfors Trollhättan Mariestad Norrby Sågdalen Kenty Remo Mariefred IFK Norrköping IK Sleipner Nyköpings AIK og Nyköpings SK Tranås Västervik Örebro Alvesta Husqvarna Troja Malmö Norraham. Skillingaryd Tingsryd Vättersnäs Växjö Öster |
| Division II Syd A          | Division II Syd A          | Division II Syd B          | Division II Syd B          | Boden Clemensnäs Rönnskär Gällivare IFK Kiruna Kiruna AIF Jörn Malmberget Piteå Skellefteå Bjästa Heffners/Ortviken Älgarna Nyland Strömsund Järved Sandåkern Sollefteå Teg Vännäs Falun Gävle Godtemplare Hemsta Warpen Ljusne Ludvika Morgårdshammar Ockelbo Orsa Sandviken Hammarby, IFK Stockholm, Karlberg, Lidingö, Mälarhöjden, Nacka, Skuru, Sundbyberg og Traneberg Vallentuna Almtuna Avesta Bångbro Enköping Fagersta Hallst. Arboga Lindesberg Westmannia Surahammar Forshaga Färjestad GAIS Karlskoga Bofors Uva Munkfors Trollhättan Mariestad Norrby Sågdalen Kenty Remo Mariefred IFK Norrköping IK Sleipner Nyköpings AIK og Nyköpings SK Tranås Västervik Örebro Alvesta Husqvarna Troja Malmö Norraham. Skillingaryd Tingsryd Vättersnäs Växjö Öster |
| BK Kenty                   | Linköping                  | Alvesta SK                 | Alvesta                    | Boden Clemensnäs Rönnskär Gällivare IFK Kiruna Kiruna AIF Jörn Malmberget Piteå Skellefteå Bjästa Heffners/Ortviken Älgarna Nyland Strömsund Järved Sandåkern Sollefteå Teg Vännäs Falun Gävle Godtemplare Hemsta Warpen Ljusne Ludvika Morgårdshammar Ockelbo Orsa Sandviken Hammarby, IFK Stockholm, Karlberg, Lidingö, Mälarhöjden, Nacka, Skuru, Sundbyberg og Traneberg Vallentuna Almtuna Avesta Bångbro Enköping Fagersta Hallst. Arboga Lindesberg Westmannia Surahammar Forshaga Färjestad GAIS Karlskoga Bofors Uva Munkfors Trollhättan Mariestad Norrby Sågdalen Kenty Remo Mariefred IFK Norrköping IK Sleipner Nyköpings AIK og Nyköpings SK Tranås Västervik Örebro Alvesta Husqvarna Troja Malmö Norraham. Skillingaryd Tingsryd Vättersnäs Växjö Öster |
| BK Remo                    | Södertälje                 | Husqvarna IF               | Jönköping                  | Boden Clemensnäs Rönnskär Gällivare IFK Kiruna Kiruna AIF Jörn Malmberget Piteå Skellefteå Bjästa Heffners/Ortviken Älgarna Nyland Strömsund Järved Sandåkern Sollefteå Teg Vännäs Falun Gävle Godtemplare Hemsta Warpen Ljusne Ludvika Morgårdshammar Ockelbo Orsa Sandviken Hammarby, IFK Stockholm, Karlberg, Lidingö, Mälarhöjden, Nacka, Skuru, Sundbyberg og Traneberg Vallentuna Almtuna Avesta Bångbro Enköping Fagersta Hallst. Arboga Lindesberg Westmannia Surahammar Forshaga Färjestad GAIS Karlskoga Bofors Uva Munkfors Trollhättan Mariestad Norrby Sågdalen Kenty Remo Mariefred IFK Norrköping IK Sleipner Nyköpings AIK og Nyköpings SK Tranås Västervik Örebro Alvesta Husqvarna Troja Malmö Norraham. Skillingaryd Tingsryd Vättersnäs Växjö Öster |
| IFK Mariefred              | Mariefred                  | IF Troja                   | Ljungby                    | Boden Clemensnäs Rönnskär Gällivare IFK Kiruna Kiruna AIF Jörn Malmberget Piteå Skellefteå Bjästa Heffners/Ortviken Älgarna Nyland Strömsund Järved Sandåkern Sollefteå Teg Vännäs Falun Gävle Godtemplare Hemsta Warpen Ljusne Ludvika Morgårdshammar Ockelbo Orsa Sandviken Hammarby, IFK Stockholm, Karlberg, Lidingö, Mälarhöjden, Nacka, Skuru, Sundbyberg og Traneberg Vallentuna Almtuna Avesta Bångbro Enköping Fagersta Hallst. Arboga Lindesberg Westmannia Surahammar Forshaga Färjestad GAIS Karlskoga Bofors Uva Munkfors Trollhättan Mariestad Norrby Sågdalen Kenty Remo Mariefred IFK Norrköping IK Sleipner Nyköpings AIK og Nyköpings SK Tranås Västervik Örebro Alvesta Husqvarna Troja Malmö Norraham. Skillingaryd Tingsryd Vättersnäs Växjö Öster |
| IFK Norrköping             | Norrköping                 | IFK Malmö                  | Malmö                      | Boden Clemensnäs Rönnskär Gällivare IFK Kiruna Kiruna AIF Jörn Malmberget Piteå Skellefteå Bjästa Heffners/Ortviken Älgarna Nyland Strömsund Järved Sandåkern Sollefteå Teg Vännäs Falun Gävle Godtemplare Hemsta Warpen Ljusne Ludvika Morgårdshammar Ockelbo Orsa Sandviken Hammarby, IFK Stockholm, Karlberg, Lidingö, Mälarhöjden, Nacka, Skuru, Sundbyberg og Traneberg Vallentuna Almtuna Avesta Bångbro Enköping Fagersta Hallst. Arboga Lindesberg Westmannia Surahammar Forshaga Färjestad GAIS Karlskoga Bofors Uva Munkfors Trollhättan Mariestad Norrby Sågdalen Kenty Remo Mariefred IFK Norrköping IK Sleipner Nyköpings AIK og Nyköpings SK Tranås Västervik Örebro Alvesta Husqvarna Troja Malmö Norraham. Skillingaryd Tingsryd Vättersnäs Växjö Öster |
| IK Sleipner                | Norrköping                 | Norrahammars GIS           | Norrahammar                | Boden Clemensnäs Rönnskär Gällivare IFK Kiruna Kiruna AIF Jörn Malmberget Piteå Skellefteå Bjästa Heffners/Ortviken Älgarna Nyland Strömsund Järved Sandåkern Sollefteå Teg Vännäs Falun Gävle Godtemplare Hemsta Warpen Ljusne Ludvika Morgårdshammar Ockelbo Orsa Sandviken Hammarby, IFK Stockholm, Karlberg, Lidingö, Mälarhöjden, Nacka, Skuru, Sundbyberg og Traneberg Vallentuna Almtuna Avesta Bångbro Enköping Fagersta Hallst. Arboga Lindesberg Westmannia Surahammar Forshaga Färjestad GAIS Karlskoga Bofors Uva Munkfors Trollhättan Mariestad Norrby Sågdalen Kenty Remo Mariefred IFK Norrköping IK Sleipner Nyköpings AIK og Nyköpings SK Tranås Västervik Örebro Alvesta Husqvarna Troja Malmö Norraham. Skillingaryd Tingsryd Vättersnäs Växjö Öster |
| Nyköpings AIK              | Nyköping                   | Skillingaryds IS           | Skillingaryd               | Boden Clemensnäs Rönnskär Gällivare IFK Kiruna Kiruna AIF Jörn Malmberget Piteå Skellefteå Bjästa Heffners/Ortviken Älgarna Nyland Strömsund Järved Sandåkern Sollefteå Teg Vännäs Falun Gävle Godtemplare Hemsta Warpen Ljusne Ludvika Morgårdshammar Ockelbo Orsa Sandviken Hammarby, IFK Stockholm, Karlberg, Lidingö, Mälarhöjden, Nacka, Skuru, Sundbyberg og Traneberg Vallentuna Almtuna Avesta Bångbro Enköping Fagersta Hallst. Arboga Lindesberg Westmannia Surahammar Forshaga Färjestad GAIS Karlskoga Bofors Uva Munkfors Trollhättan Mariestad Norrby Sågdalen Kenty Remo Mariefred IFK Norrköping IK Sleipner Nyköpings AIK og Nyköpings SK Tranås Västervik Örebro Alvesta Husqvarna Troja Malmö Norraham. Skillingaryd Tingsryd Vättersnäs Växjö Öster |
| Nyköpings SK               | Nyköping                   | Tingsryds AIF              | Tingsryd                   | Boden Clemensnäs Rönnskär Gällivare IFK Kiruna Kiruna AIF Jörn Malmberget Piteå Skellefteå Bjästa Heffners/Ortviken Älgarna Nyland Strömsund Järved Sandåkern Sollefteå Teg Vännäs Falun Gävle Godtemplare Hemsta Warpen Ljusne Ludvika Morgårdshammar Ockelbo Orsa Sandviken Hammarby, IFK Stockholm, Karlberg, Lidingö, Mälarhöjden, Nacka, Skuru, Sundbyberg og Traneberg Vallentuna Almtuna Avesta Bångbro Enköping Fagersta Hallst. Arboga Lindesberg Westmannia Surahammar Forshaga Färjestad GAIS Karlskoga Bofors Uva Munkfors Trollhättan Mariestad Norrby Sågdalen Kenty Remo Mariefred IFK Norrköping IK Sleipner Nyköpings AIK og Nyköpings SK Tranås Västervik Örebro Alvesta Husqvarna Troja Malmö Norraham. Skillingaryd Tingsryd Vättersnäs Växjö Öster |
| Tranås AIF                 | Tranås                     | Vättersnäs IF              | Jönköping                  | Boden Clemensnäs Rönnskär Gällivare IFK Kiruna Kiruna AIF Jörn Malmberget Piteå Skellefteå Bjästa Heffners/Ortviken Älgarna Nyland Strömsund Järved Sandåkern Sollefteå Teg Vännäs Falun Gävle Godtemplare Hemsta Warpen Ljusne Ludvika Morgårdshammar Ockelbo Orsa Sandviken Hammarby, IFK Stockholm, Karlberg, Lidingö, Mälarhöjden, Nacka, Skuru, Sundbyberg og Traneberg Vallentuna Almtuna Avesta Bångbro Enköping Fagersta Hallst. Arboga Lindesberg Westmannia Surahammar Forshaga Färjestad GAIS Karlskoga Bofors Uva Munkfors Trollhättan Mariestad Norrby Sågdalen Kenty Remo Mariefred IFK Norrköping IK Sleipner Nyköpings AIK og Nyköpings SK Tranås Västervik Örebro Alvesta Husqvarna Troja Malmö Norraham. Skillingaryd Tingsryd Vättersnäs Växjö Öster |
| Västerviks AIK             | Västervik                  | Växjö IK                   | Växjö                      | Boden Clemensnäs Rönnskär Gällivare IFK Kiruna Kiruna AIF Jörn Malmberget Piteå Skellefteå Bjästa Heffners/Ortviken Älgarna Nyland Strömsund Järved Sandåkern Sollefteå Teg Vännäs Falun Gävle Godtemplare Hemsta Warpen Ljusne Ludvika Morgårdshammar Ockelbo Orsa Sandviken Hammarby, IFK Stockholm, Karlberg, Lidingö, Mälarhöjden, Nacka, Skuru, Sundbyberg og Traneberg Vallentuna Almtuna Avesta Bångbro Enköping Fagersta Hallst. Arboga Lindesberg Westmannia Surahammar Forshaga Färjestad GAIS Karlskoga Bofors Uva Munkfors Trollhättan Mariestad Norrby Sågdalen Kenty Remo Mariefred IFK Norrköping IK Sleipner Nyköpings AIK og Nyköpings SK Tranås Västervik Örebro Alvesta Husqvarna Troja Malmö Norraham. Skillingaryd Tingsryd Vättersnäs Växjö Öster |
| Örebro SK                  | Örebro                     | Östers IF                  | Växjö                      | Boden Clemensnäs Rönnskär Gällivare IFK Kiruna Kiruna AIF Jörn Malmberget Piteå Skellefteå Bjästa Heffners/Ortviken Älgarna Nyland Strömsund Järved Sandåkern Sollefteå Teg Vännäs Falun Gävle Godtemplare Hemsta Warpen Ljusne Ludvika Morgårdshammar Ockelbo Orsa Sandviken Hammarby, IFK Stockholm, Karlberg, Lidingö, Mälarhöjden, Nacka, Skuru, Sundbyberg og Traneberg Vallentuna Almtuna Avesta Bångbro Enköping Fagersta Hallst. Arboga Lindesberg Westmannia Surahammar Forshaga Färjestad GAIS Karlskoga Bofors Uva Munkfors Trollhättan Mariestad Norrby Sågdalen Kenty Remo Mariefred IFK Norrköping IK Sleipner Nyköpings AIK og Nyköpings SK Tranås Västervik Örebro Alvesta Husqvarna Troja Malmö Norraham. Skillingaryd Tingsryd Vättersnäs Växjö Öster |

## Nord

### Division II Nord A
| \| Nr \| Hold \| K \| V \| U \| T \| Mf \| \| Mi \| +/- \| P \| \| -- \| ----------------- \| -- \| -- \| - \| -- \| --- \| - \| --- \| --- \| ------------------------------------ \| \| 1 \| Rönnskärs IF \| 18 \| 14 \| 2 \| 2 \| 77 \| – \| 44 \| +33 \| 30Oprykningsspil \| \| 2 \| Clemensnäs IF (N) \| 18 \| 12 \| 1 \| 5 \| 101 \| – \| 48 \| +53 \| 25 \| \| 3 \| Piteå IF \| 18 \| 11 \| 2 \| 5 \| 69 \| – \| 57 \| +12 \| 24 \| \| 4 \| IFK Kiruna \| 18 \| 9 \| 2 \| 7 \| 71 \| – \| 51 \| +20 \| 20 \| \| 5 \| Malmbergets AIF \| 18 \| 9 \| 1 \| 8 \| 85 \| – \| 61 \| +24 \| 19 \| \| 6 \| Kiruna AIF \| 18 \| 7 \| 4 \| 7 \| 88 \| – \| 66 \| +22 \| 18 \| \| 7 \| Skellefteå IF \| 18 \| 7 \| 3 \| 8 \| 83 \| – \| 84 \| −1 \| 17 \| \| 8 \| Bodens BK \| 18 \| 7 \| 1 \| 10 \| 57 \| – \| 86 \| −29 \| 15 \| \| 9 \| Gällivare SK (O) \| 18 \| 3 \| 2 \| 13 \| 32 \| – \| 94 \| −62 \| 8 \| \| 10 \| Jörns IF (O) \| 18 \| 2 \| 0 \| 16 \| 42 \| – \| 114 \| −72 \| 4Nedrykning til Division III 1965-66 \| K: Kampe spillet, V: Vundne kampe, U: Uafgjorte kampe, T: Tabte kampe, Mf: Mål for, Mi: Mål imod, +/-: Måldifference, P: Point |                   |    |    |   |    |     |   |     |     |                                      |
| Nr | Hold              | K  | V  | U | T  | Mf  |   | Mi  | +/- | P                                    |
| 1 | Rönnskärs IF      | 18 | 14 | 2 | 2  | 77  | – | 44  | +33 | 30Oprykningsspil                     |
| 2 | Clemensnäs IF (N) | 18 | 12 | 1 | 5  | 101 | – | 48  | +53 | 25                                   |
| 3 | Piteå IF          | 18 | 11 | 2 | 5  | 69  | – | 57  | +12 | 24                                   |
| 4 | IFK Kiruna        | 18 | 9  | 2 | 7  | 71  | – | 51  | +20 | 20                                   |
| 5 | Malmbergets AIF   | 18 | 9  | 1 | 8  | 85  | – | 61  | +24 | 19                                   |
| 6 | Kiruna AIF        | 18 | 7  | 4 | 7  | 88  | – | 66  | +22 | 18                                   |
| 7 | Skellefteå IF     | 18 | 7  | 3 | 8  | 83  | – | 84  | −1  | 17                                   |
| 8 | Bodens BK         | 18 | 7  | 1 | 10 | 57  | – | 86  | −29 | 15                                   |
| 9 | Gällivare SK (O)  | 18 | 3  | 2 | 13 | 32  | – | 94  | −62 | 8                                    |
| 10 | Jörns IF (O)      | 18 | 2  | 0 | 16 | 42  | – | 114 | −72 | 4Nedrykning til Division III 1965-66 |

### Division II Nord B
| \| Nr \| Hold \| K \| V \| U \| T \| Mf \| \| Mi \| +/- \| P \| \| -- \| ------------------------- \| -- \| -- \| - \| -- \| -- \| - \| --- \| --- \| ------------------------------------- \| \| 1 \| IFK Nyland \| 18 \| 11 \| 4 \| 3 \| 96 \| – \| 58 \| +38 \| 26Oprykningsspil \| \| 2 \| Sandåkerns SK (O) \| 18 \| 11 \| 2 \| 5 \| 92 \| – \| 64 \| +28 \| 24 \| \| 3 \| Heffners/Ortvikens IF (O) \| 18 \| 11 \| 2 \| 5 \| 66 \| – \| 56 \| +10 \| 24 \| \| 4 \| Järveds IF \| 18 \| 10 \| 3 \| 5 \| 89 \| – \| 55 \| +34 \| 23 \| \| 5 \| Tegs SK \| 18 \| 10 \| 0 \| 8 \| 77 \| – \| 67 \| +10 \| 20 \| \| 6 \| Vännäs AIK \| 18 \| 5 \| 4 \| 9 \| 67 \| – \| 77 \| −10 \| 14 \| \| 7 \| Bjästa IF (O) \| 18 \| 5 \| 3 \| 10 \| 59 \| – \| 75 \| −16 \| 13 \| \| 8 \| IFK Strömsund (O) \| 18 \| 5 \| 3 \| 10 \| 74 \| – \| 91 \| −17 \| 13 \| \| 9 \| Sollefteå IK \| 18 \| 6 \| 1 \| 11 \| 69 \| – \| 103 \| −34 \| 13Nedrykning til Division III 1965-66 \| \| 9 \| IF Älgarna \| 18 \| 4 \| 2 \| 12 \| 59 \| – \| 102 \| −43 \| 10Nedrykning til Division III 1965-66 \| K: Kampe spillet, V: Vundne kampe, U: Uafgjorte kampe, T: Tabte kampe, Mf: Mål for, Mi: Mål imod, +/-: Måldifference, P: Point |                           |    |    |   |    |    |   |     |     |                                       |
| Nr | Hold                      | K  | V  | U | T  | Mf |   | Mi  | +/- | P                                     |
| 1 | IFK Nyland                | 18 | 11 | 4 | 3  | 96 | – | 58  | +38 | 26Oprykningsspil                      |
| 2 | Sandåkerns SK (O)         | 18 | 11 | 2 | 5  | 92 | – | 64  | +28 | 24                                    |
| 3 | Heffners/Ortvikens IF (O) | 18 | 11 | 2 | 5  | 66 | – | 56  | +10 | 24                                    |
| 4 | Järveds IF                | 18 | 10 | 3 | 5  | 89 | – | 55  | +34 | 23                                    |
| 5 | Tegs SK                   | 18 | 10 | 0 | 8  | 77 | – | 67  | +10 | 20                                    |
| 6 | Vännäs AIK                | 18 | 5  | 4 | 9  | 67 | – | 77  | −10 | 14                                    |
| 7 | Bjästa IF (O)             | 18 | 5  | 3 | 10 | 59 | – | 75  | −16 | 13                                    |
| 8 | IFK Strömsund (O)         | 18 | 5  | 3 | 10 | 74 | – | 91  | −17 | 13                                    |
| 9 | Sollefteå IK              | 18 | 6  | 1 | 11 | 69 | – | 103 | −34 | 13Nedrykning til Division III 1965-66 |
| 9 | IF Älgarna                | 18 | 4  | 2 | 12 | 59 | – | 102 | −43 | 10Nedrykning til Division III 1965-66 |

## Øst

### Division II Øst A
| \| Nr \| Hold \| K \| V \| U \| T \| Mf \| \| Mi \| +/- \| P \| \| -- \| ------------------------- \| -- \| -- \| - \| -- \| -- \| - \| --- \| --- \| ------------------------------------- \| \| 1 \| Ludvika FFI \| 18 \| 13 \| 3 \| 2 \| 88 \| – \| 35 \| +53 \| 29Oprykningsspil \| \| 2 \| Morgårdshammars IF \| 18 \| 13 \| 3 \| 2 \| 93 \| – \| 44 \| +49 \| 29 \| \| 3 \| Ljusne AIK \| 18 \| 12 \| 1 \| 5 \| 72 \| – \| 42 \| +30 \| 25 \| \| 4 \| Gävle Godtemplares IK (N) \| 18 \| 9 \| 1 \| 8 \| 69 \| – \| 56 \| +13 \| 19 \| \| 5 \| Falu BS \| 18 \| 8 \| 2 \| 8 \| 70 \| – \| 80 \| −10 \| 18 \| \| 6 \| Hemsta IF (O) \| 18 \| 6 \| 4 \| 8 \| 63 \| – \| 66 \| −3 \| 16 \| \| 7 \| IK Warpen \| 18 \| 6 \| 2 \| 10 \| 54 \| – \| 77 \| −23 \| 14 \| \| 8 \| Sandvikens IF \| 18 \| 5 \| 3 \| 10 \| 47 \| – \| 80 \| −33 \| 13Nedrykning til Division III 1965-66 \| \| 9 \| Ockelbo IF (O) \| 18 \| 4 \| 2 \| 12 \| 58 \| – \| 81 \| −23 \| 10Nedrykning til Division III 1965-66 \| \| 10 \| Orsa IK \| 18 \| 3 \| 1 \| 14 \| 49 \| – \| 102 \| −53 \| 7Nedrykning til Division III 1965-66 \| K: Kampe spillet, V: Vundne kampe, U: Uafgjorte kampe, T: Tabte kampe, Mf: Mål for, Mi: Mål imod, +/-: Måldifference, P: Point |                           |    |    |   |    |    |   |     |     |                                       |
| Nr | Hold                      | K  | V  | U | T  | Mf |   | Mi  | +/- | P                                     |
| 1 | Ludvika FFI               | 18 | 13 | 3 | 2  | 88 | – | 35  | +53 | 29Oprykningsspil                      |
| 2 | Morgårdshammars IF        | 18 | 13 | 3 | 2  | 93 | – | 44  | +49 | 29                                    |
| 3 | Ljusne AIK                | 18 | 12 | 1 | 5  | 72 | – | 42  | +30 | 25                                    |
| 4 | Gävle Godtemplares IK (N) | 18 | 9  | 1 | 8  | 69 | – | 56  | +13 | 19                                    |
| 5 | Falu BS                   | 18 | 8  | 2 | 8  | 70 | – | 80  | −10 | 18                                    |
| 6 | Hemsta IF (O)             | 18 | 6  | 4 | 8  | 63 | – | 66  | −3  | 16                                    |
| 7 | IK Warpen                 | 18 | 6  | 2 | 10 | 54 | – | 77  | −23 | 14                                    |
| 8 | Sandvikens IF             | 18 | 5  | 3 | 10 | 47 | – | 80  | −33 | 13Nedrykning til Division III 1965-66 |
| 9 | Ockelbo IF (O)            | 18 | 4  | 2 | 12 | 58 | – | 81  | −23 | 10Nedrykning til Division III 1965-66 |
| 10 | Orsa IK                   | 18 | 3  | 1 | 14 | 49 | – | 102 | −53 | 7Nedrykning til Division III 1965-66  |

### Division II Øst B
| \| Nr \| Hold \| K \| V \| U \| T \| Mf \| \| Mi \| +/- \| P \| \| -- \| ----------------- \| -- \| -- \| - \| -- \| --- \| - \| --- \| --- \| ------------------------------------- \| \| 1 \| Hammarby IF \| 18 \| 16 \| 2 \| 0 \| 121 \| – \| 43 \| +78 \| 34Oprykningsspil \| \| 2 \| Tranebergs IF \| 18 \| 11 \| 4 \| 3 \| 99 \| – \| 49 \| +50 \| 26 \| \| 3 \| IFK Stockholm (O) \| 18 \| 12 \| 0 \| 6 \| 93 \| – \| 71 \| +22 \| 24 \| \| 4 \| Sundbybergs IK \| 18 \| 10 \| 3 \| 5 \| 93 \| – \| 65 \| +28 \| 23 \| \| 5 \| Nacka SK \| 18 \| 8 \| 2 \| 8 \| 73 \| – \| 77 \| −4 \| 18 \| \| 6 \| IFK Lidingö \| 18 \| 7 \| 2 \| 9 \| 77 \| – \| 70 \| +7 \| 16 \| \| 7 \| Skuru IK \| 18 \| 6 \| 2 \| 10 \| 77 \| – \| 95 \| −18 \| 14 \| \| 8 \| Mälarhöjdens IK \| 18 \| 6 \| 0 \| 12 \| 50 \| – \| 78 \| −28 \| 12 \| \| 9 \| Karlbergs BK \| 18 \| 5 \| 0 \| 13 \| 40 \| – \| 98 \| −58 \| 10Nedrykning til Division III 1965-66 \| \| 10 \| Vallentuna BK (O) \| 18 \| 1 \| 1 \| 16 \| 49 \| – \| 126 \| −77 \| 3Nedrykning til Division III 1965-66 \| K: Kampe spillet, V: Vundne kampe, U: Uafgjorte kampe, T: Tabte kampe, Mf: Mål for, Mi: Mål imod, +/-: Måldifference, P: Point |                   |    |    |   |    |     |   |     |     |                                       |
| Nr | Hold              | K  | V  | U | T  | Mf  |   | Mi  | +/- | P                                     |
| 1 | Hammarby IF       | 18 | 16 | 2 | 0  | 121 | – | 43  | +78 | 34Oprykningsspil                      |
| 2 | Tranebergs IF     | 18 | 11 | 4 | 3  | 99  | – | 49  | +50 | 26                                    |
| 3 | IFK Stockholm (O) | 18 | 12 | 0 | 6  | 93  | – | 71  | +22 | 24                                    |
| 4 | Sundbybergs IK    | 18 | 10 | 3 | 5  | 93  | – | 65  | +28 | 23                                    |
| 5 | Nacka SK          | 18 | 8  | 2 | 8  | 73  | – | 77  | −4  | 18                                    |
| 6 | IFK Lidingö       | 18 | 7  | 2 | 9  | 77  | – | 70  | +7  | 16                                    |
| 7 | Skuru IK          | 18 | 6  | 2 | 10 | 77  | – | 95  | −18 | 14                                    |
| 8 | Mälarhöjdens IK   | 18 | 6  | 0 | 12 | 50  | – | 78  | −28 | 12                                    |
| 9 | Karlbergs BK      | 18 | 5  | 0 | 13 | 40  | – | 98  | −58 | 10Nedrykning til Division III 1965-66 |
| 10 | Vallentuna BK (O) | 18 | 1  | 1 | 16 | 49  | – | 126 | −77 | 3Nedrykning til Division III 1965-66  |

## Vest

### Division II Vest A
| \| Nr \| Hold \| K \| V \| U \| T \| Mf \| \| Mi \| +/- \| P \| \| -- \| ----------------- \| -- \| -- \| - \| -- \| --- \| - \| --- \| --- \| ------------------------------------ \| \| 1 \| Avesta BK \| 18 \| 17 \| 1 \| 0 \| 114 \| – \| 41 \| +73 \| 35Oprykningsspil \| \| 2 \| Fagersta AIK \| 18 \| 14 \| 0 \| 4 \| 118 \| – \| 58 \| +60 \| 28 \| \| 3 \| Surahammars IF \| 18 \| 10 \| 2 \| 6 \| 73 \| – \| 56 \| +17 \| 22 \| \| 4 \| IK Westmannia \| 18 \| 9 \| 3 \| 6 \| 59 \| – \| 55 \| +4 \| 21 \| \| 5 \| Almtuna IS \| 18 \| 8 \| 3 \| 7 \| 83 \| – \| 65 \| +18 \| 19 \| \| 6 \| Enköpings SK \| 18 \| 7 \| 3 \| 8 \| 72 \| – \| 86 \| −14 \| 17 \| \| 7 \| IFK Arboga \| 18 \| 6 \| 2 \| 10 \| 62 \| – \| 76 \| −14 \| 14 \| \| 8 \| Bångbro IK (O) \| 18 \| 6 \| 2 \| 10 \| 53 \| – \| 78 \| −25 \| 14 \| \| 9 \| IFK Lindesberg \| 18 \| 2 \| 3 \| 13 \| 47 \| – \| 114 \| −67 \| 7Nedrykning til Division III 1965-66 \| \| 10 \| Hallstahammars SK \| 18 \| 1 \| 1 \| 16 \| 46 \| – \| 98 \| −52 \| 3Nedrykning til Division III 1965-66 \| K: Kampe spillet, V: Vundne kampe, U: Uafgjorte kampe, T: Tabte kampe, Mf: Mål for, Mi: Mål imod, +/-: Måldifference, P: Point |                   |    |    |   |    |     |   |     |     |                                      |
| Nr | Hold              | K  | V  | U | T  | Mf  |   | Mi  | +/- | P                                    |
| 1 | Avesta BK         | 18 | 17 | 1 | 0  | 114 | – | 41  | +73 | 35Oprykningsspil                     |
| 2 | Fagersta AIK      | 18 | 14 | 0 | 4  | 118 | – | 58  | +60 | 28                                   |
| 3 | Surahammars IF    | 18 | 10 | 2 | 6  | 73  | – | 56  | +17 | 22                                   |
| 4 | IK Westmannia     | 18 | 9  | 3 | 6  | 59  | – | 55  | +4  | 21                                   |
| 5 | Almtuna IS        | 18 | 8  | 3 | 7  | 83  | – | 65  | +18 | 19                                   |
| 6 | Enköpings SK      | 18 | 7  | 3 | 8  | 72  | – | 86  | −14 | 17                                   |
| 7 | IFK Arboga        | 18 | 6  | 2 | 10 | 62  | – | 76  | −14 | 14                                   |
| 8 | Bångbro IK (O)    | 18 | 6  | 2 | 10 | 53  | – | 78  | −25 | 14                                   |
| 9 | IFK Lindesberg    | 18 | 2  | 3 | 13 | 47  | – | 114 | −67 | 7Nedrykning til Division III 1965-66 |
| 10 | Hallstahammars SK | 18 | 1  | 1 | 16 | 46  | – | 98  | −52 | 3Nedrykning til Division III 1965-66 |

### Division II Vest B
| \| Nr \| Hold \| K \| V \| U \| T \| Mf \| \| Mi \| +/- \| P \| \| -- \| ----------------------- \| -- \| -- \| - \| -- \| --- \| - \| --- \| ---- \| ------------------------------------ \| \| 1 \| Färjestads BK \| 18 \| 16 \| 2 \| 0 \| 133 \| – \| 27 \| +106 \| 34Oprykningsspil \| \| 2 \| IF Karlskoga/Bofors (N) \| 18 \| 13 \| 1 \| 4 \| 117 \| – \| 56 \| +61 \| 27 \| \| 3 \| Norrby IF \| 18 \| 11 \| 3 \| 4 \| 88 \| – \| 43 \| +45 \| 25 \| \| 4 \| Forshaga IF \| 18 \| 11 \| 2 \| 5 \| 103 \| – \| 80 \| +23 \| 24 \| \| 5 \| GAIS \| 18 \| 8 \| 1 \| 9 \| 71 \| – \| 81 \| −10 \| 17 \| \| 6 \| IF Uve (O) \| 18 \| 8 \| 0 \| 10 \| 75 \| – \| 90 \| −15 \| 16 \| \| 7 \| Mariestads CK \| 18 \| 7 \| 1 \| 10 \| 62 \| – \| 69 \| −7 \| 15 \| \| 8 \| IFK Munkfors \| 18 \| 6 \| 0 \| 12 \| 60 \| – \| 88 \| −28 \| 12 \| \| 9 \| Sågdalens SK (O) \| 18 \| 4 \| 1 \| 13 \| 45 \| – \| 109 \| −64 \| 9Nedrykning til Division III 1965-66 \| \| 10 \| IFK Trollhättan (O) \| 18 \| 0 \| 1 \| 17 \| 43 \| – \| 154 \| −111 \| 1Nedrykning til Division III 1965-66 \| K: Kampe spillet, V: Vundne kampe, U: Uafgjorte kampe, T: Tabte kampe, Mf: Mål for, Mi: Mål imod, +/-: Måldifference, P: Point |                         |    |    |   |    |     |   |     |      |                                      |
| Nr | Hold                    | K  | V  | U | T  | Mf  |   | Mi  | +/-  | P                                    |
| 1 | Färjestads BK           | 18 | 16 | 2 | 0  | 133 | – | 27  | +106 | 34Oprykningsspil                     |
| 2 | IF Karlskoga/Bofors (N) | 18 | 13 | 1 | 4  | 117 | – | 56  | +61  | 27                                   |
| 3 | Norrby IF               | 18 | 11 | 3 | 4  | 88  | – | 43  | +45  | 25                                   |
| 4 | Forshaga IF             | 18 | 11 | 2 | 5  | 103 | – | 80  | +23  | 24                                   |
| 5 | GAIS                    | 18 | 8  | 1 | 9  | 71  | – | 81  | −10  | 17                                   |
| 6 | IF Uve (O)              | 18 | 8  | 0 | 10 | 75  | – | 90  | −15  | 16                                   |
| 7 | Mariestads CK           | 18 | 7  | 1 | 10 | 62  | – | 69  | −7   | 15                                   |
| 8 | IFK Munkfors            | 18 | 6  | 0 | 12 | 60  | – | 88  | −28  | 12                                   |
| 9 | Sågdalens SK (O)        | 18 | 4  | 1 | 13 | 45  | – | 109 | −64  | 9Nedrykning til Division III 1965-66 |
| 10 | IFK Trollhättan (O)     | 18 | 0  | 1 | 17 | 43  | – | 154 | −111 | 1Nedrykning til Division III 1965-66 |

## Syd

### Division II Syd A
| \| Nr \| Hold \| K \| V \| U \| T \| Mf \| \| Mi \| +/- \| P \| \| -- \| ------------------ \| -- \| -- \| - \| -- \| --- \| - \| --- \| ---- \| ------------------------------------ \| \| 1 \| Örebro SK \| 18 \| 15 \| 1 \| 2 \| 127 \| – \| 42 \| +85 \| 31Oprykningsspil \| \| 2 \| IFK Norrköping \| 18 \| 12 \| 2 \| 4 \| 81 \| – \| 49 \| +32 \| 26 \| \| 3 \| BK Kenty \| 18 \| 12 \| 2 \| 4 \| 83 \| – \| 61 \| +22 \| 26 \| \| 4 \| BK Remo \| 18 \| 11 \| 0 \| 7 \| 82 \| – \| 56 \| +26 \| 22 \| \| 5 \| Tranås AIF \| 18 \| 9 \| 2 \| 7 \| 76 \| – \| 69 \| +7 \| 20 \| \| 6 \| IK Sleipner \| 18 \| 8 \| 2 \| 8 \| 80 \| – \| 67 \| +13 \| 18 \| \| 7 \| Nyköpings AIK \| 18 \| 7 \| 3 \| 8 \| 65 \| – \| 57 \| +8 \| 17 \| \| 8 \| Nyköpings SK \| 18 \| 4 \| 2 \| 12 \| 65 \| – \| 85 \| −20 \| 10 \| \| 9 \| IFK Mariefred (O) \| 18 \| 4 \| 0 \| 14 \| 54 \| – \| 127 \| −73 \| 8Nedrykning til Division III 1965-66 \| \| 10 \| Västerviks AIS (O) \| 18 \| 1 \| 0 \| 17 \| 32 \| – \| 132 \| −100 \| 2Nedrykning til Division III 1965-66 \| K: Kampe spillet, V: Vundne kampe, U: Uafgjorte kampe, T: Tabte kampe, Mf: Mål for, Mi: Mål imod, +/-: Måldifference, P: Point |                    |    |    |   |    |     |   |     |      |                                      |
| Nr | Hold               | K  | V  | U | T  | Mf  |   | Mi  | +/-  | P                                    |
| 1 | Örebro SK          | 18 | 15 | 1 | 2  | 127 | – | 42  | +85  | 31Oprykningsspil                     |
| 2 | IFK Norrköping     | 18 | 12 | 2 | 4  | 81  | – | 49  | +32  | 26                                   |
| 3 | BK Kenty           | 18 | 12 | 2 | 4  | 83  | – | 61  | +22  | 26                                   |
| 4 | BK Remo            | 18 | 11 | 0 | 7  | 82  | – | 56  | +26  | 22                                   |
| 5 | Tranås AIF         | 18 | 9  | 2 | 7  | 76  | – | 69  | +7   | 20                                   |
| 6 | IK Sleipner        | 18 | 8  | 2 | 8  | 80  | – | 67  | +13  | 18                                   |
| 7 | Nyköpings AIK      | 18 | 7  | 3 | 8  | 65  | – | 57  | +8   | 17                                   |
| 8 | Nyköpings SK       | 18 | 4  | 2 | 12 | 65  | – | 85  | −20  | 10                                   |
| 9 | IFK Mariefred (O)  | 18 | 4  | 0 | 14 | 54  | – | 127 | −73  | 8Nedrykning til Division III 1965-66 |
| 10 | Västerviks AIS (O) | 18 | 1  | 0 | 17 | 32  | – | 132 | −100 | 2Nedrykning til Division III 1965-66 |

### Division II Syd B
| \| Nr \| Hold \| K \| V \| U \| T \| Mf \| \| Mi \| +/- \| P \| \| -- \| -------------------- \| -- \| -- \| - \| -- \| -- \| - \| --- \| --- \| ------------------------------------ \| \| 1 \| Östers IF (N) \| 18 \| 14 \| 1 \| 3 \| 97 \| – \| 54 \| +43 \| 29Oprykningsspil \| \| 2 \| Tingsryds AIF (O) \| 18 \| 13 \| 0 \| 5 \| 93 \| – \| 54 \| +39 \| 26 \| \| 3 \| Norrahammars GIS \| 18 \| 11 \| 0 \| 7 \| 86 \| – \| 67 \| +19 \| 22 \| \| 4 \| IF Troja \| 18 \| 10 \| 2 \| 6 \| 82 \| – \| 64 \| +18 \| 22 \| \| 5 \| Husqvarna IF \| 18 \| 9 \| 2 \| 7 \| 85 \| – \| 63 \| +22 \| 20 \| \| 6 \| Skillingaryds IS (O) \| 18 \| 9 \| 1 \| 8 \| 84 \| – \| 80 \| +4 \| 19 \| \| 7 \| Växjö IK \| 18 \| 8 \| 2 \| 8 \| 71 \| – \| 63 \| +8 \| 18 \| \| 8 \| Vättersnäs IF \| 18 \| 8 \| 2 \| 8 \| 87 \| – \| 93 \| −6 \| 18 \| \| 9 \| Alvesta SK \| 18 \| 2 \| 0 \| 16 \| 54 \| – \| 115 \| −61 \| 4Nedrykning til Division III 1965-66 \| \| 10 \| IFK Malmö (O) \| 18 \| 1 \| 0 \| 17 \| 43 \| – \| 129 \| −86 \| 2Nedrykning til Division III 1965-66 \| K: Kampe spillet, V: Vundne kampe, U: Uafgjorte kampe, T: Tabte kampe, Mf: Mål for, Mi: Mål imod, +/-: Måldifference, P: Point |                      |    |    |   |    |    |   |     |     |                                      |
| Nr | Hold                 | K  | V  | U | T  | Mf |   | Mi  | +/- | P                                    |
| 1 | Östers IF (N)        | 18 | 14 | 1 | 3  | 97 | – | 54  | +43 | 29Oprykningsspil                     |
| 2 | Tingsryds AIF (O)    | 18 | 13 | 0 | 5  | 93 | – | 54  | +39 | 26                                   |
| 3 | Norrahammars GIS     | 18 | 11 | 0 | 7  | 86 | – | 67  | +19 | 22                                   |
| 4 | IF Troja             | 18 | 10 | 2 | 6  | 82 | – | 64  | +18 | 22                                   |
| 5 | Husqvarna IF         | 18 | 9  | 2 | 7  | 85 | – | 63  | +22 | 20                                   |
| 6 | Skillingaryds IS (O) | 18 | 9  | 1 | 8  | 84 | – | 80  | +4  | 19                                   |
| 7 | Växjö IK             | 18 | 8  | 2 | 8  | 71 | – | 63  | +8  | 18                                   |
| 8 | Vättersnäs IF        | 18 | 8  | 2 | 8  | 87 | – | 93  | −6  | 18                                   |
| 9 | Alvesta SK           | 18 | 2  | 0 | 16 | 54 | – | 115 | −61 | 4Nedrykning til Division III 1965-66 |
| 10 | IFK Malmö (O)        | 18 | 1  | 0 | 17 | 43 | – | 129 | −86 | 2Nedrykning til Division III 1965-66 |

## Oprykningsspil
I oprykningsspillet spillede de otte puljevindere om fire oprykningspladser til Division I. De otte hold blev inddelt i to nye puljer med fire hold i hver, og i hver pulje spillede holdene om to oprykningspladser.

### Nord
Oprykningsspil Nord havde deltagelse af vinderne af grundspilspuljerne i regionerne Nord og Øst. Holdene spillede en dobbeltturnering alle-mod-alle om to oprykningspladser til Division I.
| \| Nr \| Hold \| K \| V \| U \| T \| Mf \| \| Mi \| +/- \| P \| \| -- \| ------------ \| - \| - \| - \| - \| -- \| - \| -- \| --- \| ---------------------------------- \| \| 1 \| Hammarby IF \| 6 \| 5 \| 0 \| 1 \| 27 \| – \| 18 \| +9 \| 10Oprykning til Division I 1965-66 \| \| 2 \| Rönnskärs IF \| 6 \| 4 \| 1 \| 1 \| 27 \| – \| 13 \| +14 \| 9Oprykning til Division I 1965-66 \| \| 3 \| Ludvika FFI \| 6 \| 2 \| 1 \| 3 \| 16 \| – \| 18 \| −2 \| 5 \| \| 4 \| IFK Nyland \| 6 \| 0 \| 0 \| 6 \| 12 \| – \| 33 \| −21 \| 0 \| K: Kampe spillet, V: Vundne kampe, U: Uafgjorte kampe, T: Tabte kampe, Mf: Mål for, Mi: Mål imod, +/-: Måldifference, P: Point |              |   |   |   |   |    |   |    |     |                                    |
| Nr | Hold         | K | V | U | T | Mf |   | Mi | +/- | P                                  |
| 1 | Hammarby IF  | 6 | 5 | 0 | 1 | 27 | – | 18 | +9  | 10Oprykning til Division I 1965-66 |
| 2 | Rönnskärs IF | 6 | 4 | 1 | 1 | 27 | – | 13 | +14 | 9Oprykning til Division I 1965-66  |
| 3 | Ludvika FFI  | 6 | 2 | 1 | 3 | 16 | – | 18 | −2  | 5                                  |
| 4 | IFK Nyland   | 6 | 0 | 0 | 6 | 12 | – | 33 | −21 | 0                                  |

### Syd
Oprykningsspil Syd havde deltagelse af vinderne af grundspilspuljerne i regionerne Vest og Syd. Holdene spillede en dobbeltturnering alle-mod-alle om to oprykningspladser til Division I.
| \| Nr \| Hold \| K \| V \| U \| T \| Mf \| \| Mi \| +/- \| P \| \| -- \| ------------- \| - \| - \| - \| - \| -- \| - \| -- \| --- \| --------------------------------- \| \| 1 \| Färjestads BK \| 6 \| 4 \| 0 \| 2 \| 33 \| – \| 14 \| +19 \| 8Oprykning til Division I 1965-66 \| \| 2 \| Örebro SK \| 6 \| 4 \| 0 \| 2 \| 26 \| – \| 28 \| −2 \| 8Oprykning til Division I 1965-66 \| \| 3 \| Östers IF (N) \| 6 \| 3 \| 0 \| 3 \| 20 \| – \| 19 \| +1 \| 6 \| \| 4 \| Avesta BK \| 6 \| 1 \| 0 \| 5 \| 15 \| – \| 33 \| −18 \| 2 \| K: Kampe spillet, V: Vundne kampe, U: Uafgjorte kampe, T: Tabte kampe, Mf: Mål for, Mi: Mål imod, +/-: Måldifference, P: Point |               |   |   |   |   |    |   |    |     |                                   |
| Nr | Hold          | K | V | U | T | Mf |   | Mi | +/- | P                                 |
| 1 | Färjestads BK | 6 | 4 | 0 | 2 | 33 | – | 14 | +19 | 8Oprykning til Division I 1965-66 |
| 2 | Örebro SK     | 6 | 4 | 0 | 2 | 26 | – | 28 | −2  | 8Oprykning til Division I 1965-66 |
| 3 | Östers IF (N) | 6 | 3 | 0 | 3 | 20 | – | 19 | +1  | 6                                 |
| 4 | Avesta BK     | 6 | 1 | 0 | 5 | 15 | – | 33 | −18 | 2                                 |